# Ladrilleras del Refugio
Ladrilleras del Refugio är en ort i Mexiko.   Den ligger i kommunen León och delstaten Guanajuato, i den centrala delen av landet, 300 km nordväst om huvudstaden Mexico City. Ladrilleras del Refugio ligger 1 862 meter över havet och antalet invånare är 1 642.
Terrängen runt Ladrilleras del Refugio är platt åt sydväst, men åt nordost är den kuperad. Runt Ladrilleras del Refugio är det mycket tätbefolkat, med 1 313 invånare per kvadratkilometer. Närmaste större samhälle är León de los Aldama, 13,4 km väster om Ladrilleras del Refugio. Trakten runt Ladrilleras del Refugio består till största delen av jordbruksmark.